# Barbara Unger

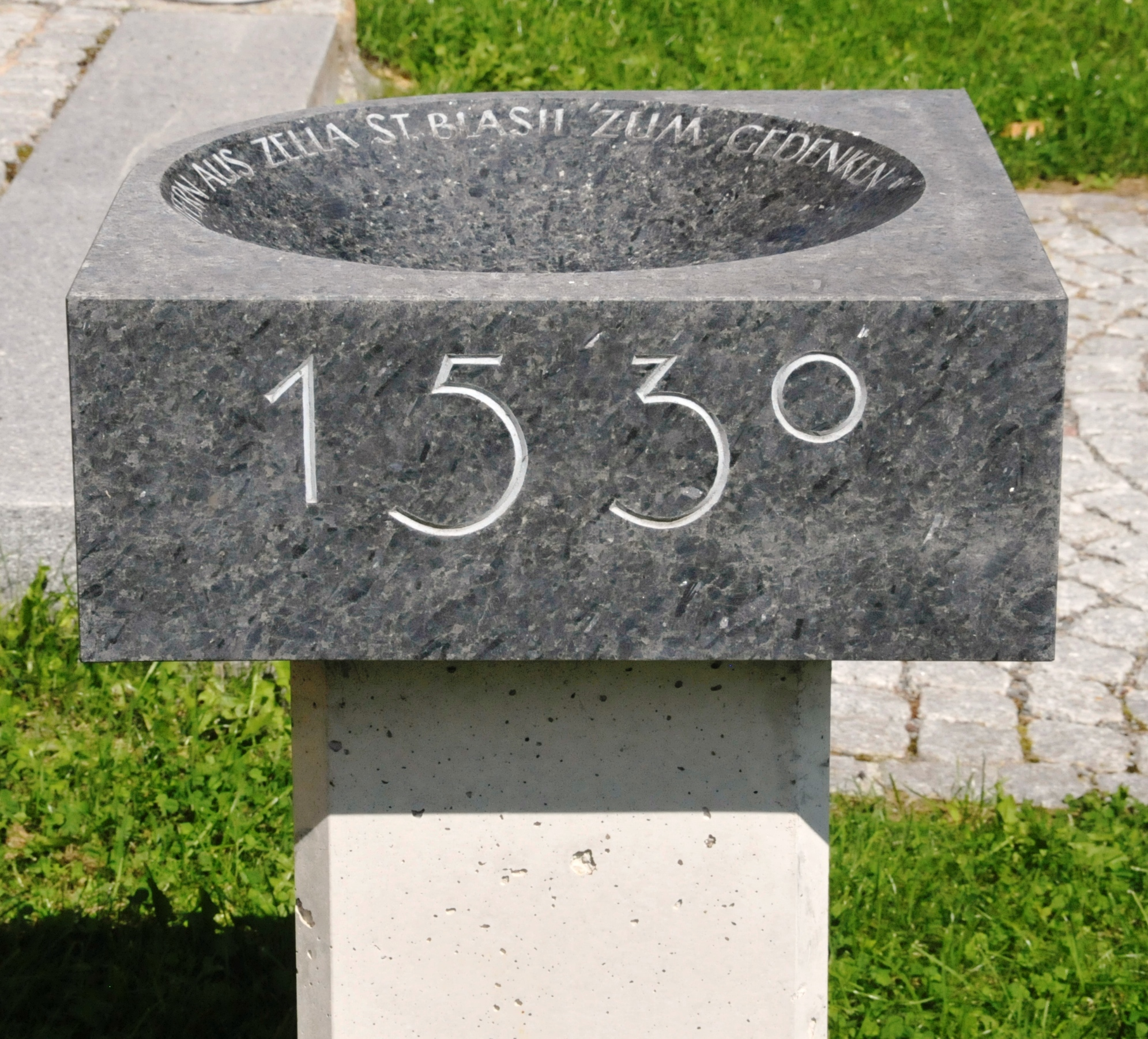
Gedenkschale für Barbara Unger und andere Mitglieder der Täufergemeinde Zella-St. Blasii, errichtet von der Evang.-lutherischen Gemeinde Zella-Mehlis

Barbara Unger (* unbekannt; † 18. Januar 1530 in Reinhardsbrunn) war eine thüringische Märtyrerin der Täuferbewegung. Sie war verheiratet, Mutter von vier Kindern und gehörte zur Täufergemeinde in Zella-Mehlis, die aufgrund von Verfolgungen durch Kirche und Staat ein schnelles Ende fand. Barbara Ungers Name sowie ihre in Akten und Verhörprotokollen dokumentierte Lebensgeschichte wird im Zusammenhang des lutherisch-täuferischen beziehungsweise lutherisch-mennonitischen Versöhnungsprozesses exemplarisch erwähnt.

## Leben

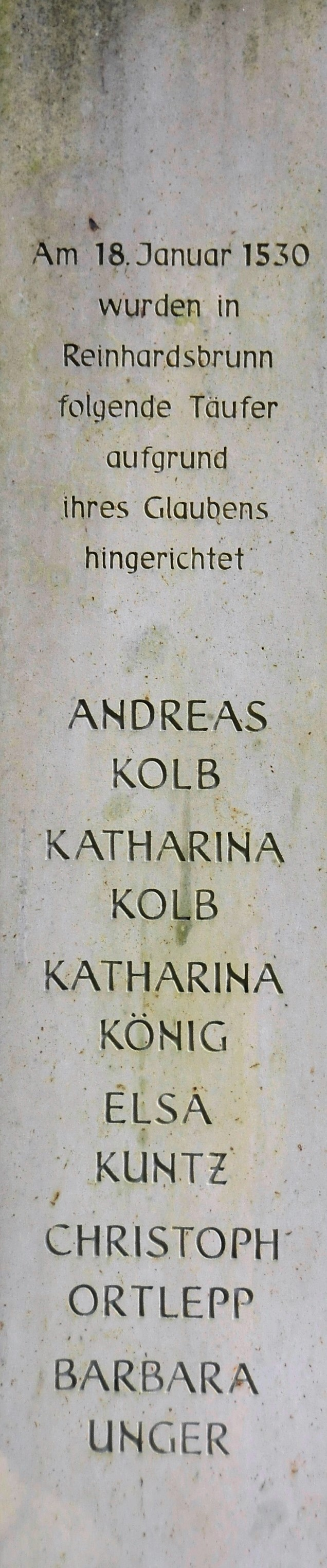
Gedenkstele in Reinhardsbrunn

Herkunft, Kindheit und Jugend Barbara Ungers liegen im Dunkeln. Vermutlich stammte sie aus Zella-St. Blasii (heute: Zella-Mehlis). Bekannt ist, dass sie verheiratet war und mit ihrem Ehemann Georg Unger (auch Bader genannt) zwei Töchter und zwei Söhne hatte.
Aus den späteren Verhörprotokollen geht hervor, dass bereits 1527 – also zwei Jahre nach Gründung der ersten Täufergemeinde in Zürich – Prediger der Täuferbewegung in Zella-Mehlis und Umgebung auftauchten und dort Versammlungen abhielten. Belegt ist unter anderem ein Täufertreffen im Haus eines gewissen Hans Focken. Auf welche Weise Barbara Unger mit ihnen in Kontakt kam, ist unbekannt. Es existieren jedoch Belege dafür, dass sie Jorgen Küß und wohl auch Georg Nespitzer ihr Haus als Verkündigungsstätte zur Verfügung stellte. Beschrieben werden die Täufermissionare als solche, die „Stecken tragen, fromm [seien] und [...] alle Güter gemeinsam haben.“ Diese Beschreibung verweist auf die gewaltfreie Täuferfraktion der Stäbler („Stecken“), die zum Teil auch in Gütergemeinschaft lebte.
Barbara und Georg Unger waren nicht die Einzigen in ihrem Umfeld, die die täuferische Lehre annahmen. Der täuferische Sendbote Volkmar von Hildburghausen taufte am 7. Juni 1528 im Haus Fock[en] neben dem Ehepaar Unger mindestens weitere elf Personen aus Zella und Umgebung: Der bereits erwähnte Hans Focken (ehemaliger Schultheiß in Zella-St. Blasii), dessen Ehefrau, Christoff Ortlepp, Elsa Cuntz, Katharina König, Anders Kolb, Katharina Kolb, Osanna Ortlepp, Balthasar Armknecht, Balthasar Armknechts Ehefrau und Valtin Unger.
Aus Furcht vor Verfolgung begab sich das Ehepaar Unger kurz nach ihrer Taufe auf die Flucht. Ihre vier Kinder ließen sie zurück. Die beiden Jungen waren zu diesem Zeitpunkt vier und zehn, die beiden Mädchen zwölf und dreizehn Jahre alt. Die ältere Tochter war blind.
Ein Vermögen scheint nicht vorhanden gewesen zu sein, so dass die Unterbringung der blinden Tochter und des jüngeren Sohnes bei einem „mhan [namens] hans mhor im dorff“ aus Fürsorgemitteln („1 1/2 Malter erff Erfurter Mahlkorn“) bestritten werden sollte. Die beiden anderen Kinder gab man „zu Dinst“. Sie mussten also ihren Lebensunterhalt selbst erarbeiten.
Nach dem Verhörprotokoll vom Januar 1530 wurden die Flüchtigen 1529 gefasst, verhört und anschließend wieder freigelassen. Dass die Freilassung Barbara Ungers aufgrund eines Widerrufs ihrer täuferischen Überzeugungen geschah, ist wahrscheinlich, aber nicht belegt.

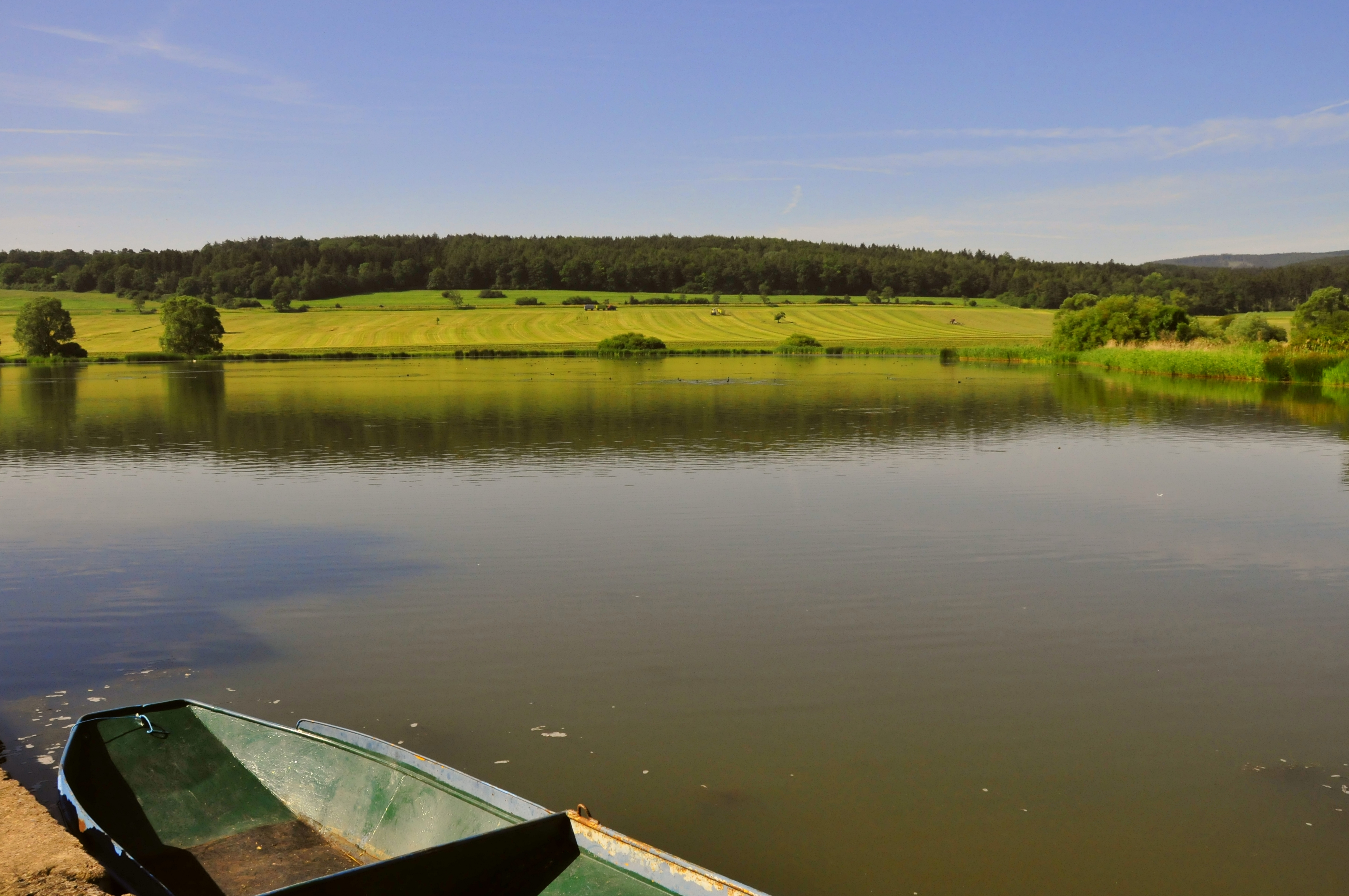
Igelsteich bei Reinhardsbrunn

1529 erließ der Reichstag zu Speyer das sogenannte Wiedertäufermandat. Darin heißt es unter anderem: „Wer wiedergetauft oder sich der Wiedertaufe unterzogen hat, ob Mann oder Frau, ist mit dem Tode zu bestrafen, ohne dass vorher noch ein geistliches Inquisitionsgericht tätig zu werden braucht.“ Um den 8. Januar 1530 wurden Barbara Unger und fünf weitere Mitglieder der Täufergemeinde erneut gefangen genommen und in das Gefängnis von Reinhardsbrunn verbracht. Nur zehn Tage später wurden sie hingerichtet. Der thüringische Reformator Justus Menius gab zu Protokoll, dass Barbara Unger und die mit ihr gerichteten Täufer „ohne die geringste Spur von Reue oder Furcht“ den „Todesstreich“ empfingen. Aufgrund dieser Aussage vermutet man, dass die Hinrichtung durch das Schwert erfolgte.
Der Richtort befand sich beim Kloster Reinhardsbrunn, genauer: am Igelteich, einem von mehreren kleinen Gewässern zwischen den Dörfern Rödichen und Cumbach.

## Taufsukzession
Die Linie der Taufsukzession geht bei Barbara Unger (1528) über Volkmar von Hildburghausen (Taufdatum unbekannt), Hans Hut (Pfingsten 1526) auf Hans Denck zurück. Eine Taufe Dencks durch Balthasar Hubmaier (Ostern 1525) gilt inzwischen als unsicher, die weitere Taufsukzession lässt sich darum nicht bestimmen. Die in Klammern gesetzten Daten bezeichnen das jeweilige Taufdatum. Belege dazu finden sich in den Biographieartikeln der erwähnten Personen.

## Gedenken
- Dauerausstellung in Reinhardsbrunn: Gefangen, gelitten, gestorben – Die Täufer in den Widersprüchen der Zeit[16]
- Gedenkstele beim Kloster Reinhardsbrunn mit den Namen der 1530 hingerichteten Mitglieder der Täufergemeinde Zella-Mehlis (siehe Bild)